# Strój opoczyński

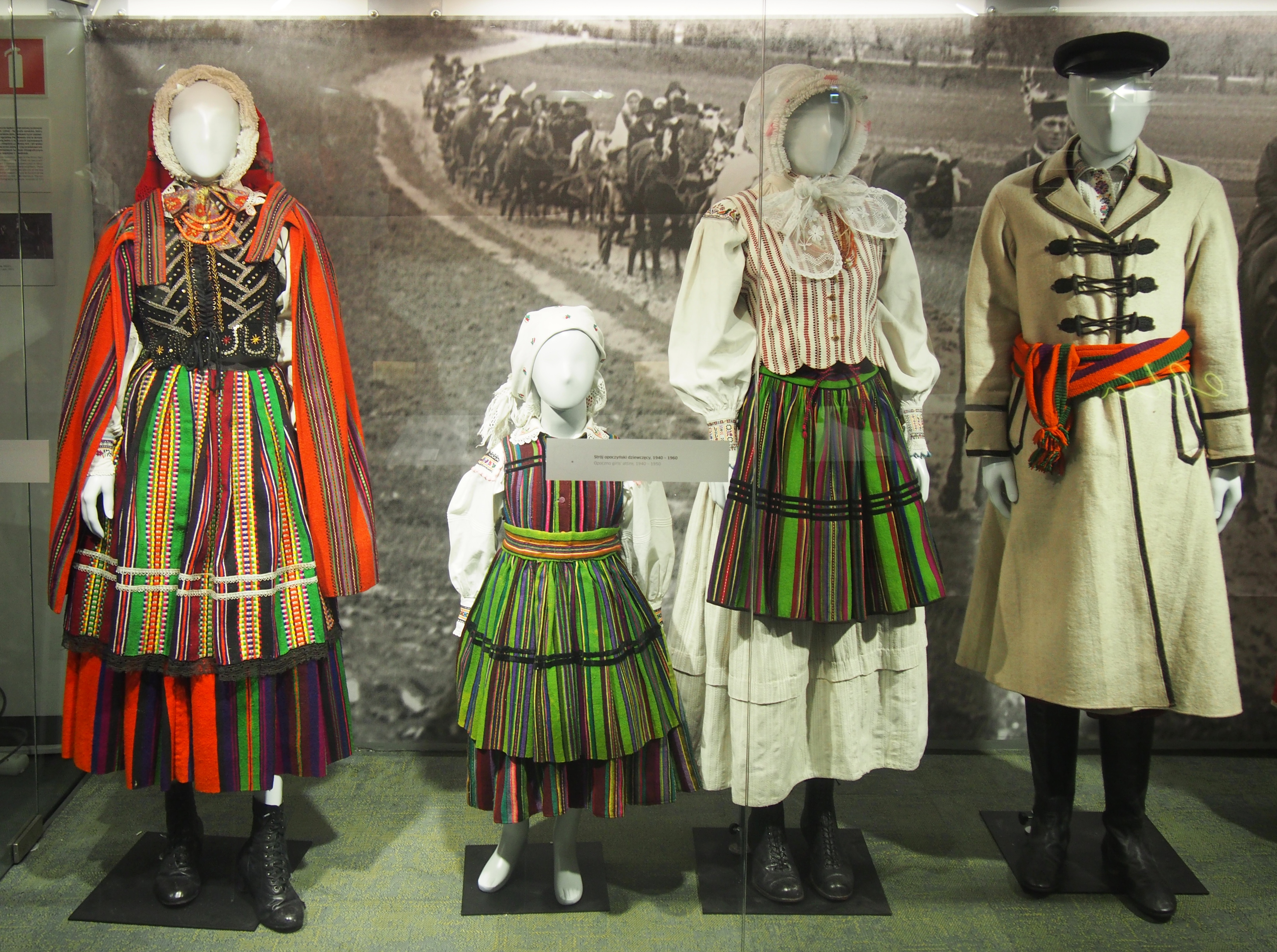
Od prawej: strój męski, kobiecy i dziecięcy, Muzeum Etnograficzne w Warszawie

Strój opoczyński – strój ludowy noszony w regionie opoczyńskim, czyli od pasma Gór Świętokrzyskich ku Mazowszu.

## Historia
W ciągu ostatnich stu pięćdziesięciu lat strój opoczyński ulegał wielu zmianom. Dotyczyły one, przede wszystkim, kolorów i wprowadzania nowych technik tkackich, a także haftu, zdobiącego głównie koszule. Początkowo noszono wełniane pasiaki w czerwono-białe, biało-czarno-czerwone i czarno-białe prążki. W późniejszych latach pojawił się kolor pomarańczowy, a przed II wojną światową niebieski, zielony i wiśniowy. W najmłodszych pasiakach znacznie poszerzyła się gama kolorów, a układ pasków stał się bardziej zróżnicowany. Zmianom i modom podlegały także opoczyńskie hafty, najstarsze były wykonane białą lub czerwona stebnówką. Motywy w hafcie najczęściej były geometryczne lub roślinne o zgeometryzowanych kształtach.

## Strój męski
W zależności od pory roku mężczyźni nosili na głowie czapki rogatywki, kapelusze filcowe, a przede wszystkim maciejówki (tzw. kaśkiety) – okrągłe, granatowe lub czarne, czapki z czarnym, lakierowanym daszkiem. Gdy stanowiła element stroju ślubnego, przypinano do niej bukiet kwiatów przyozdobiony wstążką. Koszula męska zmieniała się w miarę upływu lat. Wyróżniano trzy jej typy, które różniły się krojem kołnierza oraz przednią częścią. Koszule szyto z samodziałowego płótna lnianego, a hafty umieszczone były z przodu, na kołnierzyku i mankietach. Na koszule nakładano lejbik, czyli prostą, wełnianą kamizelkę w paski, noszono je od 1890 r. Od tego samego roku na lejbikach pojawiły się sukmany, wierzchnie okrycia mężczyzn, których kolor zależał od owczego runa i jego przygotowania. Następnie zakładano ciemnopomarańczowe pasy w kolorowe prążki. Istniało kilka sposobów ich wiązania, zawsze opasywano się nim kilkakrotnie, a następnie związywano pozostawiając dwa zwisające końce. Latem noszono płócienne białe lub czarno-niebieskie portki, a w chłodniejsze dni zakładano kilka par. Natomiast do ubioru świątecznego mężczyźni zakładali wełniane portki z fałdami, a ich nogawki wkładali w buty z cholewami. 

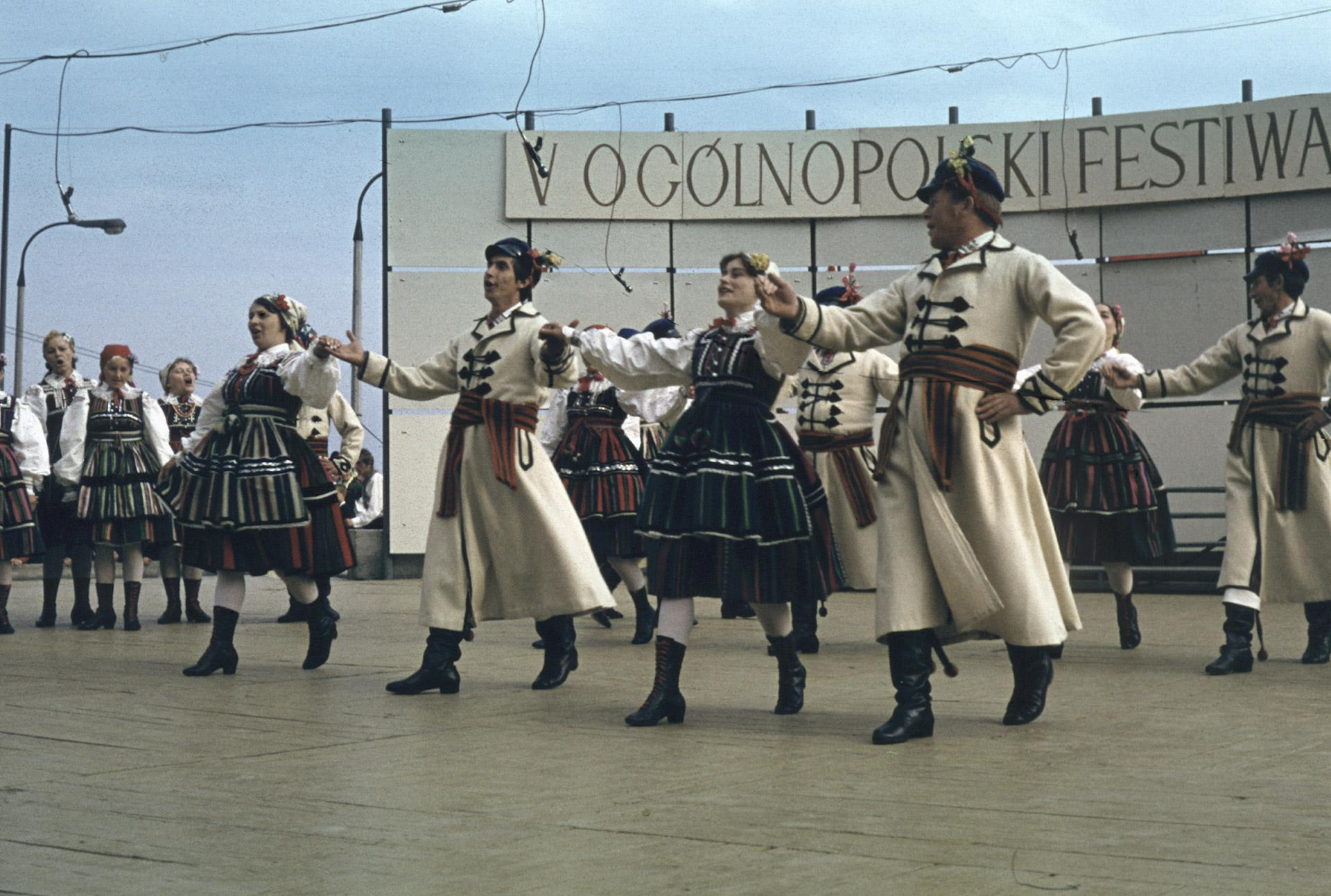
Zespół "Opocznianka" z Opoczna na V Ogólnopolskim Festiwalu Folklorystycznym w Płocku w 1971 roku

## Strój damski
W XIX w. najczęściej noszonym nakryciem głowy była wełniana chusta o motywach kwiatowych (tzw. salinówka). Panny przypinały do niej ziele ruty, stokrotki lub suche kwiaty. Czepce zakładano do uroczystego stroju i nosiły je wyłącznie mężatki. Najpopularniejszy był czepiec tiulowy z dużą i wysoką główką, ozdobiony haftem o motywach kwiatowych i geometrycznych. Koszule początkowo szyte były z samodziału lnianego, z czasem zaczęto używać do tego celu płócien bawełnianych. Przy starszych modelach kołnierzyki były małe i stojące, przy nowych zaś większe i wykładane, zmieniły się również hafty. Te pierwsze utrzymane były w spokojnej tonacji, z czasem gama kolorystyczna została znacznie poszerzona. Kiecki różniły się kolorystyką (w starszych dominował kolor pomarańczowy, w późniejszych wiśniowy, różowy, zielony i niebieski), inny był także ich krój i sposób zdobienia. Spódnice kiecki zdobiono obszyciem dolnej krawędzi i naszyciem w połowie długości kilku rzędów węższej lub szerszej aksamitki. Kieckę zawsze przepasywano zapaską, na początku XX w. były one szerokie i długie, później noszono znacznie krótsze i węższe z różnego typu ozdobami. Zawsze stosowano zasadę, żeby kolor zapaski kontrastował z kolorem kiecki. Do wiązania zapasek służyły kolorowe krajki, z pomponami doszytymi na końcach. Dla ochrony przed zimnem kobiety nosiły zapaski naramienne, zarzucane na głowę lub ramiona i zawiązywane za pomocą krajki na piersiach lub pod brodą. Obuwiem roboczym były drewniaki, zaś od święta zakładano wysokie trzewiki na obcasie, które starsze kobiety sznurowały czarną sznurówką, młode zaś – czerwoną, zieloną lub różową. Najczęściej noszoną biżuterią były – w zależności od zamożności – prawdziwe lub sztuczne korale i bursztyny, sztuczne perełki i tzw. dętki – puste w środku paciorki szklane.